# Jägihorn
Jägihorn (lub Jegihorn) – szczyt w Alpach Pennińskich, części Alp Zachodnich. Leży Szwajcarii w kantonie Valais, niedaleko granicy z Włochami. Należy do masywu Weissmies. Leży na południe od Weissmies. Szczyt można zdobyć ze schroniska Weissmieshütte (2726 m).